# ГЕС Медіано
ГЕС Медіано (ісп. Mediano) — гідроелектростанція на північному сході Іспанії. Знаходячись між ГЕС Ласпуна (вище по течії) та ГЕС Ель-Градо, входить до каскаду на річці Сінка (права притока Сегре, яка через Ебро належить до басейну Балеарського моря), що дренує південний схил Піренеїв.
У 1959 році з метою накопичення ресурсу для іригації на Сінці звели аркову греблю Медіано висотою 91 метр та довжиною 500 метрів, яка потребувала для свого спорудження 43 тис. м3 матеріалу. Вона утримує водосховище об'ємом 438 млн м3, режим перепуску води з якого визначається потребами у зрошуванні. Втім, у 1969 році для використання створеного греблею підпору при ній облаштували гідроелектростанцію.
Машинний зал ГЕС, споруджений у підземному виконанні біля підніжжя греблі, обладнано двома турбінами типу Френсіс загальною потужністю 67 МВт, які при напорі у 76 метри забезпечують виробництво 171 млн кВт·год електроенергії на рік.